# Fortaleza EC
Fortaleza Esporte Clube (zwykle zwany Fortaleza) – brazylijski klub piłkarski z siedzibą w mieście Fortaleza, stolicy stanu Ceará.
Fortaleza EC wraz z takimi klubami jak EC Bahia, Santa Cruz FC, Sport Recife, Clube Náutico Capibaribe, EC Vitória i Ceará SC należy do najbardziej znaczących klubów północno-wschodniej Brazylii. Największymi derbowymi rywalami klubu są: Ceará SC i Ferroviário AC.

## Osiągnięcia
- Mistrz stanu (Campeonato Cearense de Futebol) (39): 1920, 1921, 1923, 1924, 1926, 1927, 1928, 1933, 1934, 1937, 1938, 1946, 1947, 1949, 1953, 1954, 1959, 1960, 1964, 1965, 1967, 1969, 1973, 1974, 1982, 1983, 1985, 1987, 1991, 1992, 2000, 2001, 2003, 2004, 2005, 2007, 2008, 2009, 2010
- Finalista Taça Brasil: 1960, 1968
- Wicemistrz drugiej ligi brazylijskiej (Campeonato Brasileiro Série B): 2002, 2004

## Historia
Klub Fortaleza założony został 18 października 1918 roku pod nazwą Fortaleza Sporting Club. Obecnie Fortaleza gra w pierwszej lidze brazylijskiej (Campeonato Brasileiro Série A).

### Najwybitniejsi gracze w historii klubu Fortaleza
Adílton, Amilton Melo, Bececê, Beijoca, Bosco, Celso Gavião, Chinezinho, Clodoaldo, Croinha, Cícero Capacete, Daniel Frasson, Dude, Eliézer, Erandir, Frank, França, Geraldino Saravá, Juracy, Louro, Luisinho das Arábias, Lulinha, Lúcio, Mirandinha, Mozart Gomes, Moésio Gomes, Pedro Basílio, Rinaldo, Ronaldo Angelim, Sandro Preigschadt, Sapenha, Sílvio, Tangerina, Zé Raimundo

## Aktualny skład
| Pozycja   | Zawodnik       |
| --------- | -------------- |
| bramkarz  | Tiago Cardoso  |
| bramkarz  | Raul           |
| bramkarz  | Douglas        |
| bramkarz  | Getúlio Vargas |
| obrońca   | Guto           |
| obrońca   | Flávio         |
| obrońca   | Bileu          |
| obrońca   | Valentim       |
| obrońca   | Aldivan        |
| obrońca   | Diego Gomes    |
| obrońca   | Santiago       |
| obrońca   | Thiago Campos  |
| obrońca   | César          |
| obrońca   | Wendel Brito   |
| obrońca   | Juninho        |
| pomocnik  | Leandro        |
| pomocnik  | Válter         |
| pomocnik  | Simão          |
| pomocnik  | Andrade        |
| pomocnik  | Dude           |
| pomocnik  | Rogério        |
| pomocnik  | Marabá         |
| pomocnik  | Léo            |
| pomocnik  | Igor           |
| pomocnik  | Rodrigo        |
| pomocnik  | Eusébio        |
| pomocnik  | Anderson       |
| pomocnik  | Alanzinho      |
| pomocnik  | Jean           |
| pomocnik  | Cléverson      |
| napastnik | Rinaldo        |
| napastnik | Osvaldo        |
| napastnik | Cleiton        |
| napastnik | Bruno Barbosa  |
| napastnik | Ricardinho     |
| napastnik | Neto Baiano    |

### Sztab szkoleniowy
- Marcelo Chamusca – Trener
- Alcinei Miranda, Edson Gonzaga – Asystent trenera
- Salvino Damião – Trener bramkarzy
- Rodolfo Mehl, Marcos Rogério – Przygotowanie fizyczne
- Mário Amorim, Paulo Andrade, Albino Luciano – Fizjoterapeuci
- Glay Maranhão, Rômulo Morano, – Lekarze
- Manoel Almeida – Masażysta